# Marie Corelli
Marie Corelli, nom de plume de Mary McKay (Londres, 1er mai 1855 - Stratford-upon-Avon, 21 avril 1924), est une romancière britannique.

## Biographie
Fille naturelle d'un journaliste écossais, Charles McKay, qui finit par épouser sa mère, une domestique du nom d'Elizabeth Mills, Marie McKay naquit à Londres le 1er mai 1855. Elle reçut une éducation soignée, entre autres dans un pensionnat français, où elle passa plusieurs années.
Elle fit une brève carrière de pianiste avant de se tourner vers la littérature. C'est alors qu'elle forgea le personnage de Marie Corelli, véritable italienne, descendante du compositeur vénitien Arcangelo Corelli.
Son premier roman, A Romance of Two Worlds (1886), associe déjà deux thèmes récurrents dans son œuvre : l'occultisme et la science-fiction. Le succès, cependant, fut médiocre. Il vint un peu plus tard, et massivement, avec The Soul of Lilith (1892), Barrabas, a Dream of the World's Tragedy (1893), et The Sorrows of Satan (1895). Ses tirages atteignirent alors des chiffres inconnus jusque-là (plus de cent mille exemplaires).
Son excentricité était légendaire ; ainsi avait-elle fait venir de Venise, pour naviguer sur l'Avon, une gondole et son gondolier.
Elle mourut à Stratford-upon-Avon, le 21 avril 1924.
Elle inspira à EF Benson, dans la série des romans éponymes, le personnage de Lucia ; et le personnage d'Angel Deverell dans le roman Angel d'Elizabeth Taylor dont François Ozon tira un film en 2007.

## Œuvres

### Romans
- A Romance of Two Worlds (en) (1886)
- Vendetta!; or, The Story of One Forgotten (1886)
- Thelma (1887)
- Ardath (1889)
- Wormwood: A Drama of Paris (en) (1890)
- The Soul of Lilith (1892)
- Barabbas, vision du grand drame de l'humanité, Henri Gautier, 1894 (Barabbas, A Dream of the World's Tragedy, 1893), 501 p.
- The Sorrows of Satan (1895)
- The Mighty Atom (1896)
- The Murder of Delicia (1896)
- Ziska: The Problem of a Wicked Soul (1897)
- Boy (1900)
- Jane (1900)
- The Master-Christian (1900)
- Une famille royale : Mœurs princières du temps présent, Jeuven, 1904 (Temporal Power: a Study in Supremacy, 1903)Réédité en 1911 sous le titre Une famille royale ou le prétendu mariage morganatique du roi George V
- God's Good Man (1904)
- The Strange Visitation of Josiah McNasson: A Ghost Story (1904)
- Treasure of Heaven (1906)
- Holy Orders, The Tragedy of a Quiet Life (1908)
- Life Everlasting (1911)
- Innocent: Her Fancy and His Fact (en) (1914)
- The Young Diana: an Experiment of the Future (1918)
- The Secret Power (1921)
- Love and the Philosopher (1923)
- Open Confession to a Man from a Woman (1925)

### Nouvelles
- Cameos: Short Stories (1895)
- The Song of Miriam & Other Stories (1898)
- A Christmas Greeting (1902)
- Delicia & Other Stories (1907)
- The Love of Long Ago, and Other Stories (1918)

### Essais
- The Modern Marriage Market (1898) (collectif)
- Free Opinions Freely Expressed (1905)
- The Silver Domino; or, Side Whispers, Social & Literary (1892) (anonyme)

## Adaptations au cinéma
- 1921 : Pages arrachées au livre de Satan (Blade af Satans bog) de Carl Theodor Dreyer
- 1926 : Les Chagrins de Satan (The Sorrows of Satan) de D.W. Griffith